# Kohlsia traubi
Kohlsia traubi är en loppart som beskrevs av Tipton et Mendez 1961. Kohlsia traubi ingår i släktet Kohlsia och familjen fågelloppor. Inga underarter finns listade i Catalogue of Life.